# Škoda Rapid (1984)
A Škoda Rapid a csehszlovák AZNP kvasinyi állami vállalatai által 1984. június és 1990. január között gyártott személygépkocsi.

## Története
A „négyajtós” Škoda 120 1984-es modellfrissítése a kétajtósnál is megjelent; már az új 1.3 literes motor is bekerült az autókba. A nagyobb motoros verziókat az elnevezési logika alapján Rapid 130-nak nevezték el. A kényelmi felszerelések és design a szokások szerint a legjobb felszereltségű 120 GLS alkatrészeiből származott. Ritka extra volt a hátsó fejtámla és a hátsó ablaktörlő. Korábban a Škoda Garde-t Nyugat-Európába Rapid néven exportálták, ezután egységesen így nevezték az összes kupét.
A mellső lámpák már négyszögletesek és közvetlen mellettük találhatók az irányjelző lámpák. A nyugati export hatására pedig egyre gyakoribb a könnyűfém felni.
Az „ezerkettes” motorokat csak 1986. júliusig használták; helyette két újabb 1.3 literes motor érkezett, amiket már a Škoda Favorithoz fejlesztettek. Az új motorok kétféle sűrítési aránnyal készültek és a hengerfejük a korábbi versenyautókhoz hasonlóan szelepenként önálló légcsatornás, de már alumínium öntvény. Ezek a 135 és 136 jelű modellek, amelyek típusszáma 747.
A Nyugat-Európai környezetvédelmi előírások szigorodása miatt ekkor készültek el az első benzinbefecskendezéses, katalizátoros modellek a gyengébb – 135 jelű – motor felhasználásával, Bendix befecskendezővel és egy hármas hatású (3-way) Walker katalizátorral, ez volt a Rapid 135i, az angol piacon Škoda Rapid 135 RiC (Rapid Injection Coupe vagy Catalyst), az osztrák piacon 135Ri Coupe. Valamint ekkortól készültek kis szériában az MTX vállalatnál a kabrió kivitelű kétajtósok.
1990-re az összes hátsókerék meghajtású autó gyártásával leálltak; ekkortól már a Škoda Favorit változatait gyártották.
| Modell              | Típus    | Gyártás ideje                 | Darabszám |
| ------------------- | -------- | ----------------------------- | --------- |
| Škoda Garde / Rapid | 743      | 1981 szeptember - 1984 július | 11 179    |
| Škoda 130 Rapid     | 743      | 1984 június - 1989            | 22 475    |
| Škoda 135 Rapid     | 747      | 1987 - 1990                   | 1 272     |
| Škoda 136 Rapid     | 747      | 1987 - 1990                   | 9 708     |
| Összesen            | Összesen | Összesen                      | 44 634    |

(A kupék alvázszám kódja egységesen a „G” volt.)
Csak a tervezési szakaszig jutott a Škoda Favorit kétajtós verziója; ennek tervein is a Rapid fantázianév szerepelt.